# Sibusiso Zuma
Sibusiso Wiseman Zuma  (Klerksdorp, Sudáfrica, 23 de junio de 1975) es un exjugador de fútbol sudafricano, que se desempeñaba como delantero. Aunque la mayor parte de su carrera la desarrolló en su país de origen, también actuó en Alemania y Dinamarca. Fue miembro de la selección de fútbol de Sudáfrica, llegando a disputar la Copa Mundial de Fútbol de 2002.

## Clubes
| Club              | País      | Año         |
| ----------------- | --------- | ----------- |
| African Wanderers | Sudáfrica | 1995 - 1998 |
| Orlando Pirates   | Sudáfrica | 1998 - 2000 |
| FC Copenhague     | Dinamarca | 2000 - 2005 |
| Arminia Bielefeld | Alemania  | 2005 - 2008 |
| Mamelodi Sundowns | Sudáfrica | 2008 - 2009 |
| FC Nordsjælland   | Dinamarca | 2009 - 2010 |
| Vasco da Gama     | Sudáfrica | 2010 - 2011 |
| Supersport United | Sudáfrica | 2011 - 2015 |

## Selección nacional
Ha sido internacional con la Selección de fútbol de Sudáfrica; donde jugó 67 partidos internacionales y anotó 13 goles por dicho seleccionado. Incluso participó con su selección, en 1 Copa Mundial. La única Copa del Mundo en que Zuma participó, fue en la edición de Corea del Sur-Japón 2002, donde su selección quedó eliminado en la primera fase.